# الشجن (حجر)

'

تعديل مصدري - تعديل

الشجن هي إحدى قرى عزلة الجول بمديرية حجر التابعة لمحافظة حضرموت، بلغ تعداد سكانها 58 نسمة حسب تعداد اليمن لعام 2004.